# Seznam urugvajskih pesnikov
Seznam urugvajskih pesnikov.

## A
- Delmira Agustini
- Roberto Appratto
- Jorge Arbeleche

## B
- Washington Benavides
- Francisco Brancatti (1890-1980) (pevec, kitarist, skladatelj)
- Luis Bravo

## C
- Martha Canfield
- Rafael Courtoisie

## E
- Eduardo Espina

## G
- Marosa di Giorgio
- Silvia Guerra

## I
- Juana de Ibarbourou
- Saúl Ibargoyen

## M
- Roberto Mascaró

## P
- Clemente Padín

## Q
- Carmelo Arden Quin (1913 - 2010)
- Horacio Quiroga

## V
- Ida Vitale

## Z
- Alfredo Zitarrosa